# Four Corners (Texas)
Four Corners è un centro abitato degli Stati Uniti d'America situato nella contea di Fort Bend dello Stato del Texas.
La popolazione era di 12.382 persone al censimento del 2010. È situata nella giurisdizione extraterritoriale di Houston.

## Geografia fisica
Four Corners è situata a 29°40′10″N 95°39′33″W (29.669366, -95.659147).
Secondo lo United States Census Bureau, ha un'area totale di 2,8 miglia quadrate (7,3 km²).

## Società

### Evoluzione demografica
Secondo il censimento del 2000, c'erano 2.954 persone, 775 nuclei familiari e 702 famiglie residenti nella città. La densità di popolazione era di 1.038,2 persone per miglio quadrato (400,2/km²). C'erano 824 unità abitative a una densità media di 289,6 per miglio quadrato (111,6/km²). La composizione etnica della città era formata dal 42,76% di bianchi, il 18,96% di afroamericani, lo 0,64% di nativi americani, il 15,94% di asiatici, lo 0,03% di isolani del Pacifico, il 18,82% di altre razze, e il 2,84% di due o più etnie. Ispanici o latinos di qualunque razza erano il 41,16% della popolazione.
C'erano 775 nuclei familiari di cui il 57,4% aveva figli di età inferiore ai 18 anni, il 74,3% erano coppie sposate conviventi, il 10,2% aveva un capofamiglia femmina senza marito, e il 9,4% erano non-famiglie. Il 7,2% di tutti i nuclei familiari erano individuali e il 2,7% aveva componenti con un'età di 65 anni o più che vivevano da soli. Il numero di componenti medio di un nucleo familiare era di 3,81 e quello di una famiglia era di 4,02.
La popolazione era composta dal 36,7% di persone sotto i 18 anni, il 10,0% di persone dai 18 ai 24 anni, il 29,1% di persone dai 25 ai 44 anni, il 19,3% di persone dai 45 ai 64 anni, e il 4,8% di persone di 65 anni o più. L'età media era di 28 anni. Per ogni 100 femmine c'erano 100,0 maschi. Per ogni 100 femmine dai 18 anni in giù, c'erano 97,8 maschi.
Il reddito medio di un nucleo familiare era di 63.534 dollari, e quello di una famiglia era di 65.200 dollari. I maschi avevano un reddito medio di 34.821 dollari contro i 40.272 dollari delle femmine. Il reddito pro capite era di 19.826 dollari. Circa il 12,1% delle famiglie e il 16,3% della popolazione erano sotto la soglia di povertà, incluso il 23,4% di persone sotto i 18 anni e il 15,0% di persone di 65 anni o più.
Dal censimento del 2000 al censimento del 2010, la popolazione è aumentata di 12.382 persone, circa quattro volte la popolazione del 2000.